# Индейские языки Мезоамерики
Индейские языки Мезоамерики (индейские языки Средней Америки, месоамериканские / мезоамериканские языки) — языки аборигенного населения Мезоамерики до прихода европейцев. В отличие от большинства местных языков Северной и Южной Америки многие языки Мезоамерики в значительной степени сохранились до наших дней.
Мезоамерика, или Средняя Америка, несмотря на своё особое культурное положение, явно представляет собой часть североамериканского языкового комплекса как целого и связана с Северной Америкой большим количеством связей. Напротив, с точки зрения размещения языков Средняя Америка и Южная Америка, по-видимому, разделены значительно более резкой разграничительной линией. Эта линия проходит приблизительно по границе между Никарагуа и Коста-Рикой. Условной границей между языковыми ареалами Средней и Южной Америки считается граница распространения чибчанских языков. Граница между Северной и Средней Америками менее определённа. Уже в колониальный период на карибском побережье Центральной Америки распространился язык «чёрных карибов» — гарифуна, относящийся к аравакской семье, но обычно не считающийся месоамериканским языком.
Классификация коренных языков Средней Америки уступает по степени разработанности классификации языков, распространённых к северу от Мексики. На этих языках, точнее — на некоторых из них — говорят большие группы населения, насчитывающие миллионы людей, как, например, на астекских языках и на языке майя на Юкатане; другие языки используются лишь небольшими группами или уже вымерли. Астекские, майя и сапотекские были языками великих культур, развивших собственные идеографические системы письма.
1. Куитлатек язык (изолят) † {1}
2. Ленканская семья {2}
3. Майяская (майянская) семья {много}
4. Мисумальп(ан)ская семья {4}
5. Михе-соке (михе-сокская) семья {много}
6. Ото-мангская семья {много}
7. Тараско (пуре́печа) язык (изолят) {1}
8. Текистлатекская (оахакско-чонтальская) семья {2}
9. Тотонакская семья {2}
10. Уаве язык (изолят) {1}
11. Хикакская (толь) семья {2}
12. Шинканская (шинка) семья {4}
13. Юто-ацтекская семья (распространена также к северу от Месоамерики)
14. Неклассифицированные языки Средней Америки: † алагвилак, † амотоманко, † гуасаве, † толимеко, † чумбия и др.